# BlackBerry Tour
BlackBerry Tour è un telefono guida per i futuri BlackBerry Bold per il segmento medio-alto e alto degli smartphone di Research In Motion, per questo ne è stato prodotto un unico modello.

## Tour 9630

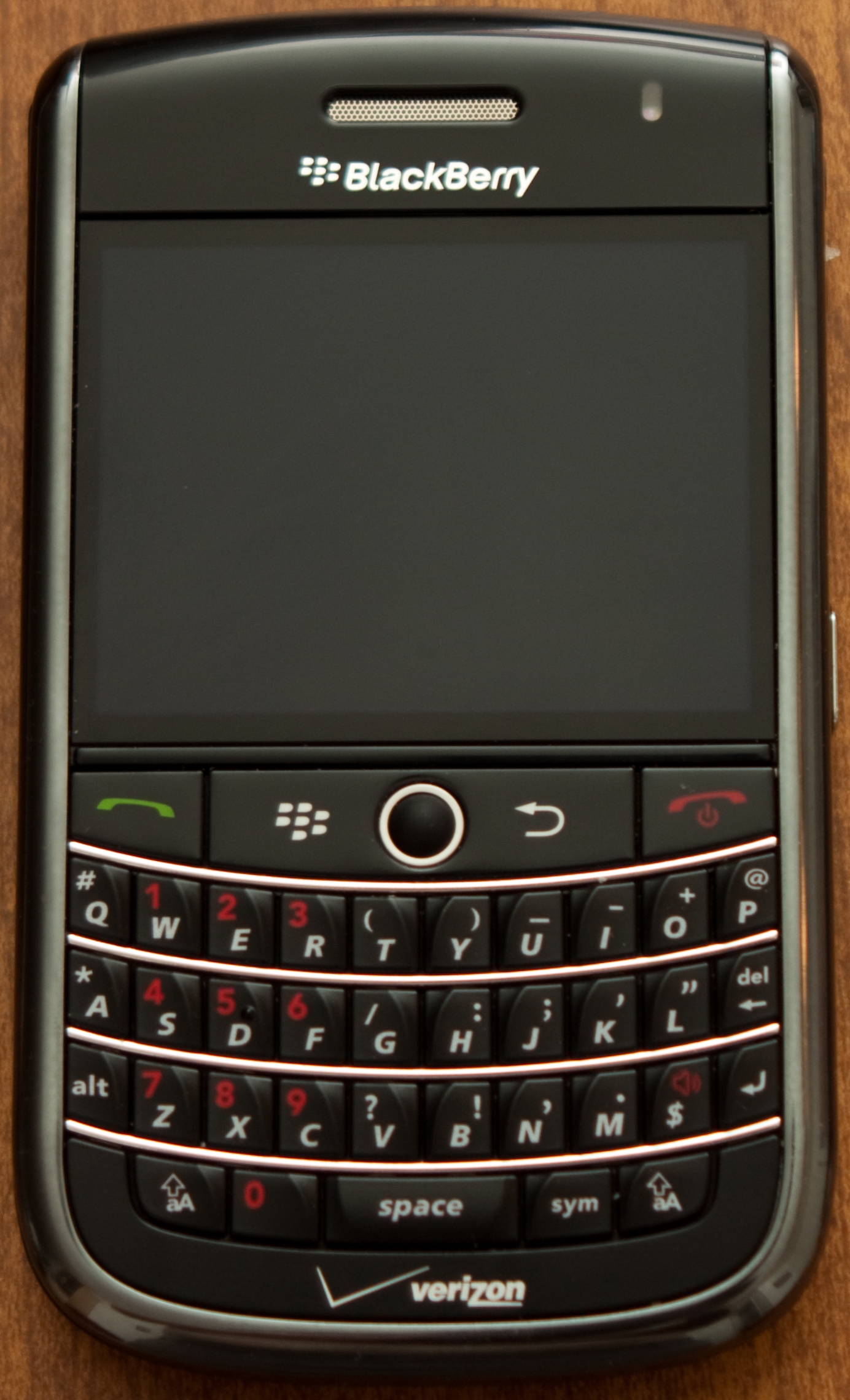
BlackBerry Tour

Questo dispositivo è l'evoluzione del precedente BlackBerry 8830, da cui mantiene determinate soluzioni come la trackball e la tastiera qwerty opportunamente rivista, introducendo una nuova scocca, questo dispositivo venne distribuito nel luglio del 2009, sia nella versione con fotocamera da 3,2 mega-pixel, sia nella versione senza fotocamera.

Le specifiche sono:
Specifiche
- Dimensioni: 112 x 62 x 14,2 mm
- Peso: 130 g
- Tipo: TFT, 65.536 colori
- Dimensioni: 480 x 320 pixels, 2,46 inches
- Tastiera Full QWERTY
- trackball
- Tipi allarmi: Vibrazione; Polifonica (32)
- Vivavoce: si
- 3.5 mm audio jack
- Memoria interna
  - ROM: 256 MB Flash EEPROM
  - RAM: 256 MB SDRAM
- Card slot: microSD fino a 32 GB

Connettività
- 2G Network: GSM/GPRS/EDGE 900 / 1800 / 1900
3G Network: UMTS/HSDPA/HSUPA 1900 / 2100 e CDMA 800 / 1900
- Bluetooth: v2.0 con A2DP e AVRCP
- USB: microUSB

Camera
- Primaria 3,2 MP, 2048x1536  pixels con luce LED
- Video:	si, QVGA
- Secondaria: No
- Auto-Focus: si

Caratteristiche
- OS: BlackBerry OS 4.7
- CPU: 528 MHz (ARM1136EJ-S)
- Messaggistica: SMS (threaded view), MMS, Email, IM
- Browser: HTML
- Radio:	No
- Giochi: si + scaricabili
- GPS: si + A-GPS
- Java: si
- Supporto audio: MP3/eAAC+/WMA/WAV player
- Supporto video: MP4/H.263/H.264/WMV player
- Organizer
- Voice memo/dial
- T9

Batteria
- Standard battery, Li-Ion 1400 mAh

SAR
- SAR: 1,43 W/kg (Testa) 0,53 W/kg (Corpo)